# Tour della nazionale maschile di rugby a 15 della Francia 2016

## Risultati
| Arbitro: | John Lacey |

|                                   |      |                            |
| 19’ Montero 28’ Tuculet 73’ Petti | mt   | 31’ Bonfils                |
| 19’, 28’, 73’ Sánchez             | tr   | 31’ Plisson                |
| 16’, 61’, 65’ Sánchez             | c.p. | 10’, 43’, 48’, 53’ Plisson |

| Arbitro: | Wayne Barnes |

|  |      |                                        |
|  | mt   | 38’ H. Bonneval 50’ Lamerat 62’ Goujon |
|  | tr   | 38’, 50’, 62’ Serin                    |
|  | c.p. | 25’, 44’ Serin                         |